# 六本木天然温泉zaboo
六本木天然温泉zaboo（ろっぽんぎてんねんおんせんザブー）は、かつて東京都港区に存在した温浴施設。本稿では併設の女性専用スパサロン・グランドシエスパ（GRAND Shiespa）も含めて記述する。

## 概要
同じ2006年の1月に開業した渋谷『シエスパ』に続く、ユニマットグループの温浴施設で、六本木通りを挟んで六本木ヒルズの斜め向かいに位置していた。
植栽は、建物の屋上部分にふんだんに取り込まれただけでなく、地下の浴場にも取り入れられており、トップライトを経由して自然光が降り注ぐようになっていた。ジャパニーズモダンをテーマとした内装や、地下1500メートルから湧き出すナトリウム塩化物泉の泉質を持つ温泉、大人の男女をターゲットにした18歳以上対象の会員制は『シエスパ』と同様。
地下2階から3階までが“ザブー”、4階から6階が“グランドシエスパ”となっており、グランドシエスパではたかの友梨ビューティクリニックと提携し、各種施術が受けられた。なお、入口はそれぞれ別々に設けられていた。
しかし、開業から1年にも満たない2007年6月19日に発生した『松濤温泉シエスパ』での爆発事故の影響などから2008年1月10日に閉店、ユニマットグループは温浴施設事業から撤退した。跡地は2010年にテレビ朝日が購入し、グループ会社の事務所やEX THEATER ROPPONGIが入る、EXタワーとなっている。

## フロア構成
- 地下2階 - ザブー（女子ロッカー室、浴場、垢すりコーナー、リラクゼーション室、トリートメント室）
- 地下1階 - ザブー（男子浴場、垢すりコーナー、サウナ、トリートメント室）
- 1階 - エントランス、ザブー（受付、男子ロッカー室、マッサージ室、事務所）
- 2階 - ザブー（リラクゼーション室、トリートメント室、リフレゾーン、バーラウンジ、鮨割烹、鉄板焼き店、蕎麦居酒屋）
- 3階 - ザブー（男女共用リラクゼーション室、バーデゾーン、足湯、バーカウンター）
- 4階 - グランドシエスパ（受付、ラウンジ、ロッカー、エステ室、ヘッドスパなど）
- 5階 - グランドシエスパ（サウナ、浴室、エステ室、リフレコーナー）
- 6階 - グランドシエスパ（露天風呂）